# Schattenberg (Allgäuer Alpen)
Der Schattenberg ist ein bis zu 1865 m ü. NHN hoher Bergrücken in den Allgäuer Alpen. Der dem Westlichen Wengenkopf untergeordnete Bergrücken liegt südöstlich von Oberstdorf und ist der westlichste Teil in dem vom Zeiger nach Westen streichenden Schattenbergkamm, der Faltenbach- und Oytal voreinander trennt. Westlich der Gipfelpunkte befindet sich auf einer Höhe von 1685 m ein Kreuz, von dessen Standort sich eine Aussicht auf Oberstdorf bietet. Am Westfuß des Bergrückens liegt die nach ihm benannte Schattenbergschanze in Oberstdorf, Austragungsort des jährlichen Eröffnungsspringens der Vierschanzentournee.

## Namensherkunft
Als "Gipfel" hatte der Bergrücken früher keinen Namen. Schattenberg hieß zunächst nur die am längsten im Schatten liegende Flanke des Massivs. Die Süd- und Südwestflanke wurde dagegen als Kienberg bezeichnet, da man Kienholz von den dort vorkommenden Kiefern holte. Später wurde der Berg als Schattenwerfer auf die Ortschaft Oberstdorf umgedeutet. Damit wurde der Name der Nordflanke auf den ganzen Berg bezogen.

## Gipfel
Der Schattenberg hat drei Gipfelpunkte, die von West nach Ost eine Höhe von 1797 m ü. NHN ("Vorgipfel"), 1845 m ü. NHN ("Westgipfel") und 1865 m ü. NHN ("Ostgipfel") haben. Bedingt durch den Ursprung des Bergnamens in der Bezeichnung seiner Nordflanke und die vor dem Aufkommen des Bergsteigens nicht gegebene Fokussierung auf den oder die Gipfel eines Berges, ist die Benennung der Gipfel des Schattenbergs in verschiedenen Quellen uneinheitlich. Der Alpenvereinsführer benennt den Vorgipfel (dort: 1798 m) als "Schattenberg" und vergibt für West- und Ostgipfel die kumulative Bezeichnung "Schattenbergköpfe". Der BayernAtlas benennt lediglich den 1845 m hohen Westgipfel und ordnet ihm den Namen "Schattenberg" bei. Thaddäus Steiner nennt nur eine Höhe von 1692 m, womit er sich vermutlich auf das vorgelagerte, deutlich unterhalb der Gipfelpunkte gelegene "Gipfelkreuz" bezieht.

## Besteigung
Auf den Schattenberg führt von Kühberg bei Oberstdorf ein unmarkierter, aber deutlicher Weg. Der Weiterweg nach Osten zum Zeiger über den Grat führt bis zum eigentlichen Schattenberggipfel auf einem klar erkennbaren Pfad durch Latschengestrüpp, danach bis zum Seeköpfle weiterhin deutlich sichtbar über Grashänge und Schrofen. Zwischen Seeköpfle und den Hüttenköpfen verliert sich der Weg dann stellenweise (Zustand im August 2015).